# Жимпітинський сільський округ
Жимпіти́нський сільський округ (каз. Жымпиты ауылдық округі, рос. Жымпитынский сельский округ) — адміністративна одиниця у складі Сиримського району Західноказахстанської області Казахстану. Адміністративний центр — село Жимпіти.
Населення — 6959 осіб (2021; 6088 у 2009, 7645 у 1999, 7947 у 1989).
Станом на 1989 рік існували Джамбейтинська сільська рада (село Джамбейти) та Улентійська сільська рада (села Жанабаз, Жетиколь, Мукай, Перше Мая, Уленти).

## Склад
До складу округу входять такі населені пункти:
| Населений пункт     | Старі назви                      | Населення, осіб (1989) | Населення, осіб (1999) | Населення, осіб (2009) | Населення, осіб (2021) |
| ------------------- | -------------------------------- | ---------------------- | ---------------------- | ---------------------- | ---------------------- |
| Жанабаз, село       | -                                | 90                     | -                      | -                      | -                      |
| Жетиколь, село      | -                                | 68                     | -                      | -                      | -                      |
| Жимпіти, село       | Джамбейти                        | 5713                   | 5774                   | 4931                   | 5931                   |
| Інтернаціонал, село | Мукай                            | 301                    | 267                    | -                      | -                      |
| Оленті, село        | Уленти                           | 1489                   | 1386                   | 1042                   | 957                    |
| Саралжин, село      | Перше Мая, Бірінші-Май, Агашколь | 286                    | 218                    | 115                    | 71                     |